# Arch Islands (öar i Falklandsöarna)
Arch Islands är öar i territoriet Falklandsöarna (Storbritannien). De ligger i den sydvästra delen av ögruppen, 190 km sydväst om huvudstaden Stanley.